# Польові Пінери
Польові Піне́ри (рос. Полевые Пинеры, чув. Кӳлпуç) — присілок у складі Яльчицького району Чувашії, Росія. Входить до складу Кільдюшевського сільського поселення.
Населення — 238 осіб (2010; 260 у 2002).
Національний склад:
- чуваші — 99 %